# Западный тип текста
Западный тип текста — это один из четырёх главных типов новозаветного текста. Название введено Землером (1725—1791).

## Свидетели Западного типа текста
Самый главный свидетель этого текста — Кодекс Безы, семья 1 и семья 13.
Западный тип текста отражают старолатинские переводы, частично старосирийские переводы (Syrs и Syrc), «Диатессарон» Татиана, цитируют ранние латинские Отцы (Ириней Лионский, Тертуллиан, Киприан).
| Обозначение | Название             | Дата    | Рукопись включает     |
| p48         | —                    | III     | фрагмент Деян 23      |
| p69         | Oxyrhynchus XXIV     | III     | фрагмент Луки 22      |
| p38         | Papirus Michigan     | с. 300  | фрагмент Деяний       |
| 0171        |                      | IV      | фрагменты Матф и Луки |
| (01) ﬡ      | Синайский кодекс     | IV      | Иоан 1, 1 — 8, 38     |
| C (04)      | Кодекс Безы          | ok. 400 | Евангелие и Деяния    |
| W (032)     | Вашингтонский кодекс | V       | Марк 1, 1 — 5, 30     |
| D (05)      | Клермонтский кодекс  | VI      | Деяния и Послания     |
| F (010)     | Кодекс из Райхенау   | IX      | Послания Павла        |
| G (012)     | Бернеров кодекс      | IX      | Послания Павла        |

## Особенности Западного текста
Особенная черта этого текста — прибавки, особенно в Деяниях Апостолов, текст которых длиннее на 8,5%. 